# Gare de Porté-Puymorens
Gare de Porté-Puymorens – przystanek kolejowy w Porta, w departamencie Pireneje Wschodnie, w regionie Oksytania, we Francji. Jest zarządzany przez SNCF (budynek dworca) i przez RFF (infrastruktura). 

## Położenie
Znajduje się na Portet-Saint-Simon – Puigcerda, w km 150,266, na wysokości 1562 m n.p.m., pomiędzy stacjami Andorre – L’Hospitalet i Latour-de-Carol - Enveitg. 

## Linie kolejowe
- Portet-Saint-Simon – Puigcerda